# 戦国三国司
戦国三国司（せんごくさんこくし）は、戦国時代において「国司」と呼ばれた家を指す。「三国司」という名称ではあるが、史料によって該当する家は異なり、合計5家が「三国司」と呼ばれる。また、飛騨姉小路家のように南朝側からのみ国司に任官された家や、阿波一宮氏のように、国司への任官自体が確認できない家も存在する。

## 概要
三国司の語は、明応2年（1493年）に伊勢北畠氏に宛てて真盛が書いた書状に見えるのが初見である。この書状には、「凡於日本三国司在之、其中別而当家（北畠氏のこと）」とあり、北畠氏以外の三国司がどの家なのかは不明である。
三国司全体について述べた最古の書物である『運歩色葉集』や、伊勢貞丈の『貞丈雑記』によれば、伊勢北畠氏、飛騨姉小路家、阿波一宮氏が三国司であるとされる。
『足利季世記』では、北畠・姉小路に加えて土佐一条氏が三国司であるとされる。
『甲陽軍鑑』や『勢州四家記』では、伊勢北畠氏、伊予西園寺氏、奥州北畠氏（浪岡氏）が三国司であるとされる。
なお、姉小路家は戦国時代前期に断絶して三木氏が家名を継承している上、土佐一条氏は正式には国司になった事はない。